# Edward Killy
Edward Arthur Killy (* 26. Januar 1903 in Connecticut; † 2. Juli 1981 in Orange County, Kalifornien) war ein US-amerikanischer Filmregisseur und Regieassistent, der bei der Oscarverleihung 1934 für den Oscar für die beste Regieassistenz nominiert war.

## Leben
Killy begann Anfang der 1930er Jahre als Regieassistent in der Filmwirtschaft Hollywoods und war nach Caught Plastered (1931) in dieser Funktion an der Herstellung von 35 weiteren Filmen beteiligt. 1934 gehörte er zu den Nominierten für den Oscar für die beste Regieassistenz.
Ab Mitte der 1930er Jahre inszenierte er nach Freckles (1935) schließlich als Regisseur rund 25 eigene Filme. Zu seinen bekanntesten Filmen zählen Murder on a Bridle Path (1936), Nevada (1944), West of the Pecos (1945) sowie Wanderer of the Wasteland (1945).

## Filmografie (Auswahl)
- 1933: Christopher Strong (Regieassistent von Dorothy Arzner)
- 1941: Fargo Kid (The Fargo kid)
- 1941: In der Schlucht von Manzanita (Come on danger)
- 1947: Tycoon